# Młodoczesi
Młodoczesi (cz. Mladočeši, oficjalnie Národní strana svobodomyslná – Narodowa Partia Liberalna) — czeska partia polityczna powstała w 1874 r. w wyniku rozłamu w Partii Narodowej na tzw. staroczechów i młodoczechów. Istniała do 1918, gdy współtworzyła czeską Partię Narodowo-Demokratyczną.
Po powstaniu dualistycznej monarchii habsburskiej walczyła o autonomię Czech i dalsze przekształcanie Austro-Węgier w państwo federacyjne.